# گاستون شرو

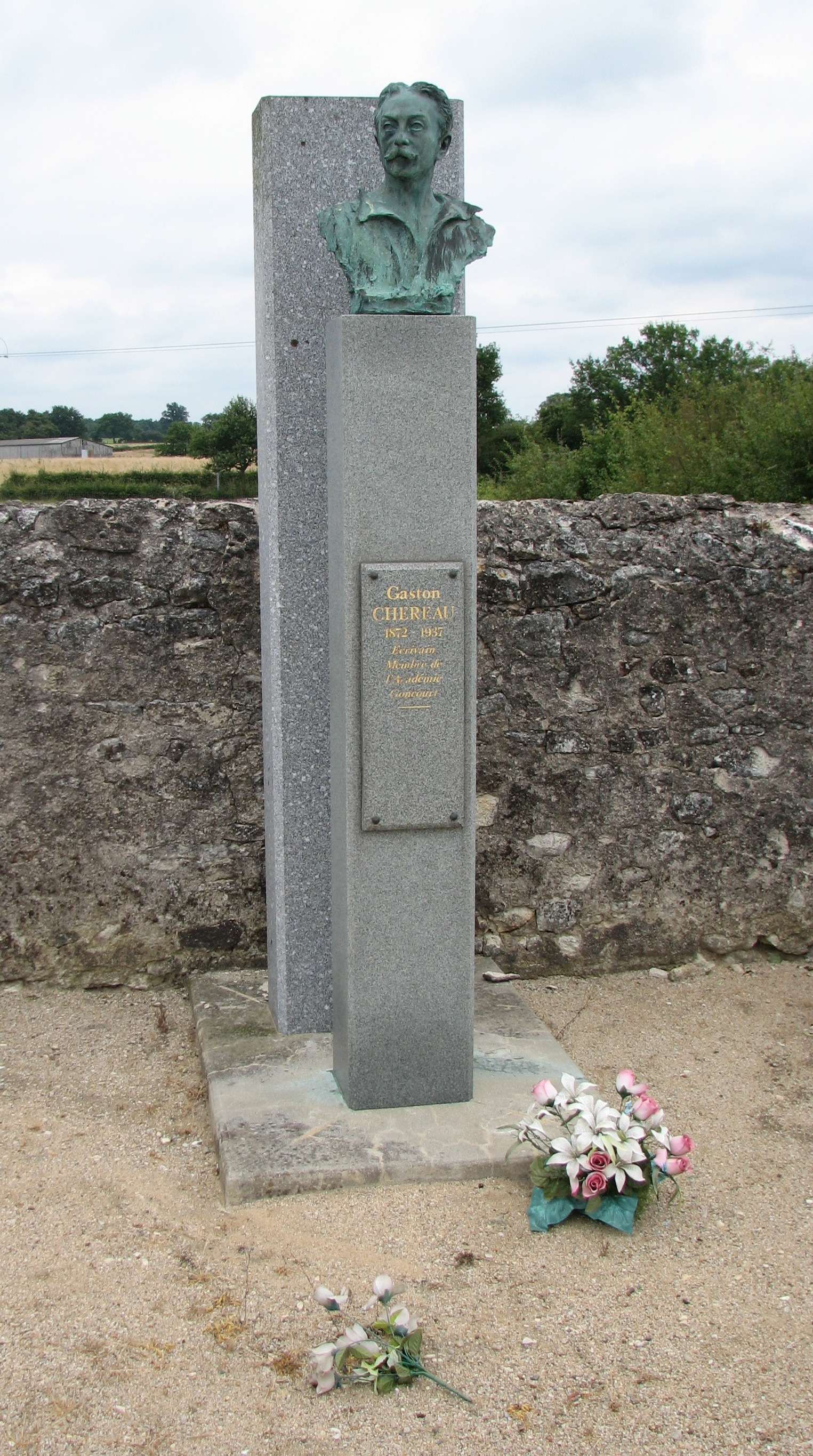
آرامگاه شرو

گاستون شرو (به فرانسوی: Gaston Chérau) (زاده ۱۸۷۲ در نیور - درگذشته ۱۹۳۷ در بوستون)، یک نویسنده و روزنامه‌نگار اهل فرانسه بود
گاسترو شرو عضو فرهنگستان گنکور بود

## کتابشناسی
- مرداب حبشه (ترجمه صادق هدایت ۱۳۱۰)